# خوان خوسيه كاستيلا
خوان خوسيه كاستيلا (بالإسبانية: Juan José Castilla)‏ هو رياضي خماسي مكسيكي، ولد في 7 أبريل 1945.

## وصلات خارجية
- خوان خوسيه كاستيلا على موقع أوليمبيديا (الإنجليزية)